# Tysiąc i jedna noc (serial telewizyjny)
Tysiąc i jedna noc (tur. Binbir Gece) – turecki serial telewizyjny, produkowany w latach 2006–2009 dla kanału Kanal D. Serial jest luźną, współczesną adaptacją bohaterów Księgi tysiąca i jednej nocy, Szachrijarza i Szeherezady. W rolach głównych występują Halit Ergenç oraz Bergüzar Korel.
W Polsce serial emitowany od 31 sierpnia 2015 do 19 kwietnia 2016 przez TVP1. Od 14 lutego 2017 do 10 października 2017 serial był powtarzany w TVP2.

## Fabuła
Szeherezada (ur. 1976) jest utalentowaną architektką, która pracuje dla Onura Aksala. Jest matką pięcioletniego chłopca, który choruje na białaczkę i potrzebuje natychmiastowej, bardzo kosztownej operacji. Jedynie Onur, który skrycie się w niej kocha, oferuje jej pieniądze, ale pod warunkiem, że Szeherezada spędzi z nim jedną noc. Tytułowa jedna noc, nawiązuje do nocy, którą Szeherezada spędza z Onurem w zamian za pieniądze dla syna.

## Obsada
- Halit Ergenç – Onur Aksal
- Bergüzar Korel – Szeherezada Evliyaoğlu/Aksal
- Tardu Flordun – Kerem İnceoğlu
- Ceyda Düvenci – Bennu Ataman
- Metin Çekmez – Burhan Evliyaoğlu
- Tomris İncer – Nadide Evliyaoğlu
- Demir Ergun – Ali Kemal Evliyaoğlu
- Efe Çinar – Kaan Evliyaoğlu
- Hazal Gurel – Burcu Evliyaoğlu
- Feyzan Capa – Buket Evliyaoğlu
- Yonca Cevher – Füsun Evliyaoğlu

## Spis serii
| Seria | Liczba odcinków | Premierowa emisja   | Premierowa emisja | Premierowa emisja | Premierowa emisja | Liczba odcinków | Liczba odcinków |
| Seria | Liczba odcinków | Rozpoczęcie         | Zakończenie       | Rozpoczęcie       | Zakończenie       | Oryginalnie     | Polska          |
| ----- | --------------- | ------------------- | ----------------- | ----------------- | ----------------- | --------------- | --------------- |
| 1     | 29              | 7 października 2006 | 9 czerwca 2007    | 31 sierpnia 2015  | 5 listopada 2015  | 1–29            | 1–49            |
| 2     | 37              | 11 września 2007    | 3 czerwca 2008    | 5 listopada 2015  | 17 lutego 2016    | 30–66           | 49–116          |
| 3     | 24              | 16 września 2008    | 12 maja 2009      | 17 lutego 2016    | 19 kwietnia 2016  | 67–90           | 116–158         |

## Emisja w Polsce
Serial emitowany od 31 sierpnia 2015 do 19 kwietnia 2016 w TVP1. Od 14 lutego 2017 do 10 października 2017 powtarzany w TVP2. Tekst w języku polskim opracowała Barbara Okólska, na podstawie tłumaczeń Agnieszki Ayşen Kaim, Doroty Haftka Işık, Agnieszki Erdoğan oraz Eweliny Jurek. Lektorem serialu był Stanisław Olejniczak.